# Liriomyza bifurcata
Liriomyza bifurcata este o specie de muște din genul Liriomyza, familia Agromyzidae, descrisă de Sehgal în anul 1971.
Este endemică în Alberta. Conform Catalogue of Life specia Liriomyza bifurcata nu are subspecii cunoscute.